# رقص کنترا
رقص کنترا (انگلیسی: Contra dance) گونه ای از رقص فولکلور است که از چند ردیف طولانی از زوج‌ها ایجاد شده‌است. ریشه این رقص، ترکیبی از رقص روستایی انگلیسی، رقص روستایی اسکاتلندی و سبک‌های رقص فرانسوی در قرن هفدهم است. گاهی اوقات از این رقص، به عنوان رقص فولکلور نیوانگلند یا رقص فولکلور آپالاشیا توصیف می‌شود، رقص‌های کنترا را می‌توان در هر جایی از دنیا مشاهده کرد ولی بیشتر در ایالات متحده آمریکا (کمابیش در هر ایالت به صورت دوره ای برگزار می‌شود)، کانادا و کشورهای انگلیسی زبان رایج است.